# Pürevkhüügiin Shinekhüü
Purevkhuu Shinekhuu (mong. Пүрэвхүүгийн Шинэхүү; ur. 22 lutego 1993) – mongolska zapaśniczka walcząca w stylu wolnym. Brązowa medalistka MŚ wojskowych w 2017 roku.